# Hermógenes Afonso de la Cruz
Hermógenes Afonso de la Cruz, conocido también por el sobrenombre de Hupalupa, (Garachico, 11 de diciembre de 1945 – Santa Cruz de Tenerife, 11 de enero de 1996) fue un político, historiador y escritor canario.

## Biografía
Interesado por el campo y la agricultura se graduará como Perito en la Escuela Agrícola de la Universidad de La Laguna. Durante su etapa de estudiante contactará con el movimiento independentista canario y se convertirá en el responsable del área de cultura del Movimiento por la Autodeterminación e Independencia del Archipiélago Canario (MPAIAC). En 1975 participará en la fundación de Solidaridad Canaria desde donde editará y difundirá listas de nombres guanches. 
Será miembro fundador del sindicato Confederación Canaria de Trabajadores (CCT), y militará en el Partido de la Revolución Africana de las Islas Canarias (PRAIC) y en Frente Popular por la Independencia de las Islas Canarias (FREPIC-AWAÑAK), participando también en el Centro Canario de Estudios, Amistad y Solidaridad entre los pueblos del África "Almílcar Cabral", fundando la Revista del Oeste de África (ROA).
Realizó diversas investigaciones arqueológicas y antropológicas, realizando investigaciones de campo y estudios comparativos con las poblaciones amazighes del continente africano. Es autor de varios libros de antropología e historia, así como de una serie de cuentos literarios.

## Obras
- Apuntes de Historia de Canarias
- Magos, Maúros, Mahoreros o Amasikes
- Rebereques (cuentos y relatos cortos)